# 雉螺科
雉螺科（學名：Phasianellidae），又名葫蘆螺科，是一種有白堊質螺厣的海螺科。
根據布歇特和洛克羅伊的腹足類分類 (2005年)，本科是古腹足總目的腹足綱軟體動物的成員，
但所屬的總科在最近20年作過多番變動。現時本科屬於古腹足總目之下的鐘螺目。
本科的學名是來自雉，因以為名。有其他文獻作「稚螺科」，不確。

## 分類

### 2005年分類
根據布歇特和洛克羅伊的腹足類分類 (2005年)，本科是古腹足總目的腹足綱軟體動物的成員，當時屬於蠑螺總科，包括以下各個亞科：
- 雉螺亞科 Phasianellinae Swainson, 1840：Eutropiinae Gray, 1871為其異名。
- Gabrieloninae Hickman & McLean, 1990
- Tricoliinae Woodring, 1928

### 2008年分類
按Suzanne Williams (2008)，雉螺科與縮口螺科從原來屬於蠑螺總科改為合組新的雉螺總科（Phasianelloidea Swainson, 1840）。

### 2017年分類
根據WoRMS，縮口螺科從雉螺總科獨立出來成為縮口螺總科；而餘下的雉螺科成為了從昔日的蠑螺總科重組而成的鐘螺總科之下。
- Subfamily Gabrieloninae Hickman & McLean, 1990
  - Genus Gabrielona Iredale, 1917：亦是該亞科的模式屬
- 雉螺亞科 Phasianellinae Swainson, 1840
  - Genus Mimelenchus Iredale, 1924
  - Genus Orthomesus Pilsbry, 1888
  - 雉螺屬 Phasianella Lamarck, 1804：模式屬，又名葫蘆螺屬[1]；
- Subfamily Tricoliinae Woodring, 1928
  - Genus Tricolia Risso, 1826：亦是該亞科的模式屬
- 亞科地位未定
  - Genus Eulithidium Pilsbry, 1898：舊屬Tricoliinae亞科
  - Genus Hiloa Pilsbry, 1917